# 焼肉ライク
株式会社焼肉ライクは、東京都渋谷区に本社を置く同名の焼肉店を展開する企業である。

## 概要

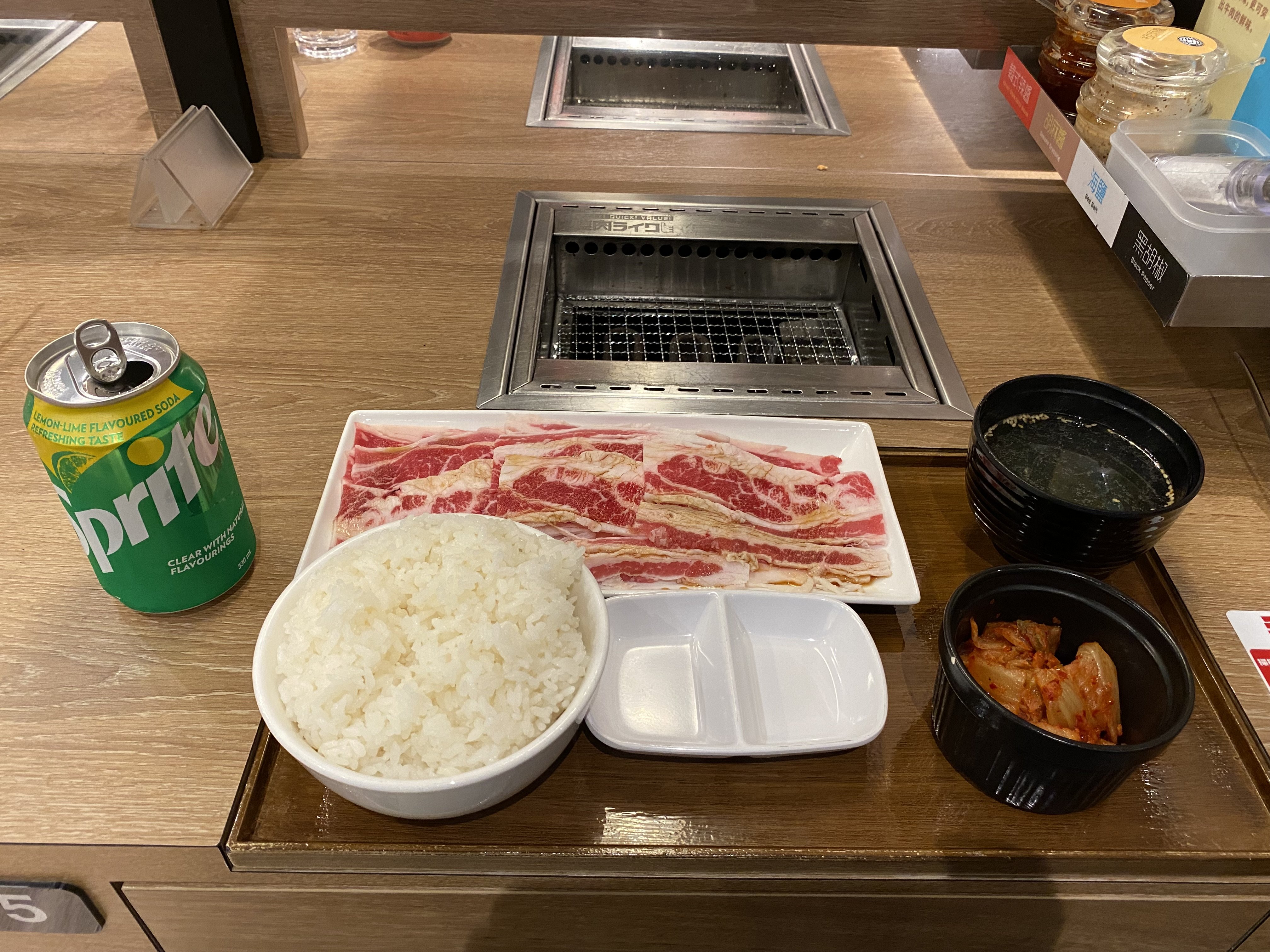
料理の提供例（香港の店舗）

2018年8月、1号店を東京都港区の新橋駅前にオープン。2019年4月にダイニングイノベーションから独立。2022年8月現在は東京都内を中心に86店舗を展開している。また2018年12月には幸楽苑ホールディングスとフランチャイズ契約を結んでおり、そのため同じく幸楽苑HDがフランチャイジーとなっているいきなり!ステーキからの業態転換となる店舗が増えている。
店舗の特徴としてはおひとりさまをターゲットとした一人焼肉を宣伝。無煙ロースターを1台ずつ設置。1日あたりの回転率18というファストフード並である。また2分半ごとに空気を入れ替えており、他の焼肉店より徹底している。
メニューとしては100gから大盛りでは450gの単品やセット、朝定食セットの他、一部店舗では平日のみ最大7時間限定の食べ放題メガホがある。

## 歴史

### 開業
平成最後となる2018年8月29日の「焼肉の日」に、焼肉ライク1号店が東京都港区新橋駅前にオープン。「1人では色々な部位を楽しめない」「女性1人ではお店に入りにくい」「提供までに時間がかかる」といった焼肉の常識を覆す、1人1台の無煙ロースターを使ったまったく新しい焼肉の楽しみ方を提供する。